# Petra Feibert
Petra Feibert (nacida como Petra Feustel, Gera, 11 de junio de 1958-Pirmasens, 18 de julio de 2010) fue una ajedrecista alemana. En el año 1978 recibió el título de Maestro Internacional Femenino.

## Vida
Se crio en Gera, y a los siete años su padre le enseñó a jugar al ajedrez. Ganó el Campeonato de Ajedrez de la RDA femenino en los años 1974, 1976 y 1977. A partir de 1974 jugó con el SG Leipzig en la Liga Especial. Su entrenador era Heinz Rätsch. Uno de sus grandes logros fue la séptima posición en el Interzonal de Tiflis de 1976.
En el año 1979 intentó evadirse de la República Democrática Alemana, por lo que fue detenida y condenada a cuatro años de prisión. Después de cumplir veinte meses fue enviada a la República Federal Alemana (RFA), gracias un programa de intercambio de presos por mercancías conocido como Häftlingsfreikauf. En 1980 se estableció en Mannheim, y en la universidad de esa ciudad estudio germanística y filosofía.
Compitió para la RFA en las Olimpiadas de ajedrez femeninas en Lucerna (1982), Salónica (1984) y Dubái (1986), donde consiguió 21 puntos en 35 partidas. En los años 1984 y 1985 fue la Campeona de Alemania de partidas rápidas.
Después de su boda con el Maestro FIDE Fred Feibert en 1992, y decidió competir con su nuevo apellido. Continuó jugando al ajedrez en el club SK Chaos Mannheim y participó en la primera Bundesliga en la temporada 2003-04. En el año 2010 fue campeona del Palatinado.
Residió con su familia en Pirmasens hasta su muerte a causa de una larga enfermedad.